# Edward Andrade
Edward Neville da Costa Andrade (* 27. Dezember 1887 in London; † 6. Juni 1971) war ein britischer Physiker.

## Leben und Wirken
Edward Neville Andrade war sephardisch-jüdischer Herkunft und ein Nachfahr von Moses da Costa Andrade (nicht von Moses Mendes da Costa, wie manchmal angegeben). Er promovierte an der Universität Heidelberg und forschte im Folgenden ab 1914 kurz, aber sehr erfolgreich, mit Ernest Rutherford in Manchester. Beide Forscher arbeiteten daran, die Wellennatur von Gammastrahlen mit Hilfe von Röntgenspektren aufzuzeigen. Wenig später trat er der Royal Artillery bei.
Von 1928 bis 1950 war er Quain-Professor für Physik an der Universität London und später drei Jahre Fuller-Professor für Chemie an der Royal Institution. Darüber hinaus war Andrade Rundfunksprecher in der BBC-Radiosendung Brains Trust.
Seit 1935 war er Fellow der Royal Society. 1950 wurde er korrespondierendes Mitglied der Académie des sciences.

## Schriften (Auswahl)
- An Approach to Modern Physics. Bell, London 1956.
- Sir Isaac Newton. Collins, London 1954; Doubleday, New York 1964.
- Physics for the Modern World. Barnes and Noble, 1962
- Rutherford and the Nature of the Atom. Doubleday New York 1964.
- A brief history of the Royal Society. Royal Society, London 1960.
- An introduction to science. 4 Bände, Oxford, Blackwell, 1935 bis 1947 (mit Julian Huxley).